# 托灣
托灣（英語：Tow Bay），是南極洲的海灣，位於南桑威奇群島，處於坎德爾默斯島西部，在1930年由英國的研究隊繪入地圖和命名，由英國海外領土管轄。